# Бенавидес, Оскар
О́скар Райму́ндо Бенави́дес Ларре́а (исп. Óscar Raymundo Benavides Larrea; 15 марта 1876 — 2 июля 1945) — перуанский военный и политический деятель. Великий маршал Перу (1939). Дважды занимал пост президента Перу (1914—1915 и 1933—1939).

## Первое президентство
В 1913 году президентом Перу был Гильермо Биллингхёрст, который был избран в 1912 году при поддержке рабочих, устроивших массовую забастовку. Биллингхёрст столкнулся с жёсткой оппозицией Конгресса, в котором большинство мест принадлежало Гражданской партии, поэтому Биллингхёрст готовился распустить противодействующий ему Конгресс. Предполагая это, многие конгрессмены решили отстранить президента от власти силовым методом. Заручившись поддержкой армии, они обратились к полковнику Бенавидесу, который согласился поддержать их и обеспечить конституционный порядок. 4 февраля 1914 года войска под командованием Бенавидеса вынудили Биллингхёрста пойти на переговоры. В результате президент был свергнут и сослан в Чили, где и умер в следующем году.
Как начальник штаба, Бенавидес был назначен заговорщиками контролировать правительственный совет. 15 мая 1915 года Конгресс назначил его временным президентом, в течение следующих 18 месяцев правления Бенавидеса им была восстановлена политическая структура страны и стабильность. Вскоре Бенавидес организовал новые выборы, на которых победил Хосе Пардо и Барреда, который вступил в должность с 18 августа 1915 года.

## Миссия в Европе
Новый президент послал Бенавидеса в Париж (1916) для наблюдения за ходом Первой мировой войны, в ходе своей миссии Бенавидес был свидетелем Битвы при Вердене. Впоследствии президентом Пардо он был назначен чрезвычайным и полномочным послом в Италии (1917). 4 июля 1919 года Аугусто Легия занял пост президента Перу в результате переворота, организованного против президента Хосе Пардо. В декабре 1920 года Бенавидес покинул должность посла в Италии и вернулся в Лиму.
Аугусто Легия справедливо опасался, что Бенавидес, пользовавшийся большой популярностью в народе, и, что наиболее важно, у военных, организует восстание. Исходя из этого опасения, он приказал арестовать Бенавидеса, а также 25 других неугодных ему политиков, и приказал отправить их как заключённых на судне «Паита», следовавшем в Австралию в Сидней. Бенавидес поднял на судне мятеж и вместе с другими заключёнными захватил корабль, арестовав капитана и офицеров корабля. «Паита» вместо Сиднея отправилась в Коста-Рику, оттуда Бенавидес отправился в Панаму, а затем в Гуаякиль (Эквадор). Там он наладил контакты с силами, противодействовавшими президенту Легии. В ноябре 1927 года он отправился во Францию.

## Второе президентство
22 августа 1930 года подполковник Луис Мигель Санчес Серро поднял восстание в Арекипе, и Легия был вынужден уйти в отставку. Санчес Серро был назначен временным президентом страны. 3 октября того же года Бенавидес был назначен послом в Испании, а в феврале 1932 года — в Англии. 27 марта 1932 года Бенавидес был назначен главнокомандующим Национального совета обороны ввиду начала боевых действий с Колумбией, 31 марта он получил звание дивизионного генерала.
30 апреля 1933 года был убит Санчес Серро. Чтобы предотвратить возможные беспорядки и политическую нестабильность, Учредительное собрание объявило Бенавидеса конституционным президентом. Бенавидес принял новую конституцию Перу, которая действовала до 1979 года.
Основной задачей правительства Бенавидеса было разрешение конфликта с Колумбией и установление политической стабильности внутри страны. В результате мир с Колумбией был заключён в 1934 году. Вторая проблема была решена радикальным способом, были запрещены две влиятельные организации того времени: Американский народно-революционный альянс и Коммунистическая партия Перу, оправданием служило то, что обе партии иностранные, а это запрещено законодательством страны.
В 1936 году Бенавидес организовал новые президентские выборы, на которых победил Луис Антонио Игуихурен, но результаты выборов были аннулированы, поскольку считалось, что Игуихурен имеет связи с АПРА.
В результате полномочия Оскара Бенавидеса были продлены ещё на три года, в течение которых он управлял страной под девизом «Порядок, мир и работа» (исп. Orden, paz y trabajo).
В правление Бенавидеса была усилена и перевооружена армия. Был существенно расширен порт Кальяо, там были построены военно-морской и сухой доки. Было закончено Панамериканское шоссе на перуанском участке от Эквадора до Чили, а также построено шоссе от Лимы до города Тинго-Мария. Были упразднены все дорожные и мостовые сборы в целях обеспечения свободы передвижения. Большая работа была проделана в социальной сфере среди рабочих, для которых строилось жильё за счёт государства, также была принята программа социального обеспечения рабочих, и принят новый Гражданский кодекс. При Бенавидесе началось развитие туризма, всячески поощрялось строительство новых гостиниц в центре Лимы. Была подготовлена всеобщая перепись населения, которая была проведена уже новым правительством в 1940 году.
8 декабря 1939 года Бенавидес передал президентский мандат Мануэлю Прадо и Угартече, победителю всеобщих выборов. 19 декабря новый президент присвоил Оскару Бенавидесу звание фельдмаршала.

## Последующая карьера
В 1940 году Бенавидес был назначен послом в Испании, затем в Бразилии (1941—1944). В Перу он вернулся 17 июля 1944 года и был одним из основателей Национального Демократического Фронта.
Умер Оскар Бенавидес в Лиме 2 июля 1945 года в возрасте 69 лет.